# 王民 (嘉靖癸未進士)
王民（1480年—？年），字敬夫，直隶河间府景州故城縣人，軍籍。

## 生平
治《易經》，正德二年（1507年）順天府鄉試第一百二十三名舉人，年三十八歲中式正德十二年丁丑科礼部会试第二百七十六名，未殿试。嘉靖二年（1523年）登癸未科第三甲第二百名進士。礼部观政，授户部主事，历任户部广西清吏司署员外郎事主事，官至河南府知府。

## 家族
曾祖王舉政。祖父王英。父王璡。母李氏。严侍下。